# Amorrites
Pour les articles homonymes, voir Amurru.
Cet article concerne le peuple amorrite. Pour la langue amorrite, voir Amorrite.
Les Amorrites (anciennement et plus rarement Amoréens) (sumérien : MAR.TU ; akkadien : Amurrūm ; égyptien : Amar ; hébreu : אמורי ʼĔmōrī ; grec ancien : Ἀμορραῖοι) sont un peuple de langue sémitique de la Syrie et de la Mésopotamie anciennes.
Les premières traces des Amorrites remontent au milieu du IIIe millénaire av. J.-C., dans des textes en sumérien où ils sont connus sous le nom de Martu. Leur région d'origine paraît être située en Syrie, autour du Djebel Bishri. Constitué en majorité ou du moins en grande partie de groupes nomades, ils migrent vers l'est durant les derniers siècles du IIIe millénaire av. J.-C., devenant une composante importante des populations de Haute et de Basse Mésopotamie, nomade comme sédentaire. Au début du IIe millénaire av. J.-C., plusieurs chefs amorrites fondent des dynasties dans certaines des principales cités syriennes et mésopotamiennes (Alep, Qatna, Mari, Larsa, Uruk, Babylone, etc.). Ils partagent une culture commune qui est en partie fondée sur leur héritage amorrite, bien qu'elle soit fortement imprégnée des traditions urbaines syriennes et surtout mésopotamiennes. Parmi les rois les mieux connus d'origine amorrite figurent Samsi-Addu (Shamshi-Adad) d'Ekallatum, Zimri-Lim de Mari et Hammurabi de Babylone.
Les traits culturels des Amorrites sont surtout documentés par les archives de Mari (Syrie) datées du début du XVIIIe siècle av. J.-C., qui donnent des informations sur les coutumes de divers groupes tribaux amorrites, et notamment ceux pratiquant le nomadisme pastoral dans les steppes syriennes. Une autre partie de la population est sédentaire. La documentation provenant surtout du milieu des élites urbaines, la connaissance sur la culture amorrite sont limitées, d'autant plus qu'elle repose en grande partie sur les traditions syriennes et mésopotamiennes plus anciennes (notamment dans le domaine religieux). La langue amorrite est très mal connue, parce qu'elle n'est pas écrite, et transparaît seulement dans des textes en akkadien et deux listes de vocabulaire.
Dans la Bible, les Amorrites sont un des peuples de Canaan que les Hébreux combattent lorsqu'ils reviennent de l'Exode.

## Terminologie
Le nom akkadien Amurru(m) et son équivalent sumérien Mar-tu signifient « l'Ouest »/« l'Occident » du point de vue des gens de Mésopotamie,,. Ce nom dérive peut-être plus précisément d'une région située autour du Djebel Bishri, mais il désigne plus largement la steppe syrienne. Ces termes sont également employés pour désigner un groupe de gens originaires de cette région et y vivant principalement, les « Amorrites », et une langue, l'« amorrite »,. 
Comme pour d'autres peuples antiques, la dénomination d'« Amorrites » rencontrée dans les textes anciens ne renvoie pas strictement à une ethnie au sens moderne du terme, mais plus largement à des groupes ayant un mode de vie nomade, et pas toujours à des gens parlant la langue amorrite, alors qu'on rencontre d'autres noms désignant des Amorrites, comme Tidnum ou des noms de tribus (Benjaminites, Bensimalites, et leurs subdivisions). Selon B. Lafont : « le terme « amorrite » ne définit en effet pas un groupe ethnique ou tribal précis, mais se réfère plutôt de façon globale et flexible à des groupes de population en majorité semi-nomade, vivant d'économie pastorale et ayant, du point de vue mésopotamien, des racines originellement « occidentales ». »
Martu/Amurru(m) est également le nom d'un dieu personnifiant les Amorrites. L'adjectif « amorrite » sert aussi à désigner diverses choses : on rencontre dans les textes cunéiformes des variétés d'ânes, de moutons, de laine, de dagues ou encore de plantes telles que « figuier amorrite » et la « grenade amorrite », « amorrite » étant ici plutôt à comprendre comme « occidental », une provenance géographique.

## Histoire

### Premières attestations et origines (v. 2600-2200 av. J.-C.)
On trouve peut-être déjà des mentions des Amorrites sous la forme sumérienne Martu (et aussi du « Pays de Martu ») en Basse Mésopotamie dans des textes de Shuruppak et de Lagash pour la période 2600-2400 av. J.-C. Une inscription fragmentaire du roi Ur-Nanshe de Lagash (qui règne au XXVe siècle av. J.-C.) indiquerait qu'il a construit une digue pour arrêter les incursions de Martu, ce qui préfigurerait les incursions amorrites postérieures. En Syrie, ce sont les textes d'Ebla datés de la fin du XXIVe siècle av. J.-C. qui évoquent pour la première fois un « Pays de Martu » et des groupes amorrites, apparemment localisés autour du Djebel Bishri et dans la région du Moyen Euphrate. Dans la seconde moitié du XXIIIe siècle av. J.-C., Naram-Sin d'Akkad évoque une « montagne des Martu », apparemment là encore dans la région du Bishri, et des « montagnards Martu » qui soutiennent une insurrection de grande ampleur à laquelle il fait face. Sur la base de ces sources éblaïtes et akkadiennes, on considère généralement que les Amorrites sont originaires de la région du Bishri et des terres situées plus à l'ouest.

### Les migrations vers la Mésopotamie
Après 2200 av. J.-C., un ensemble de changements démographiques affecte le Moyen-Orient, qui semblent liés à une période d'aridification, l'« évènement climatique de 4200 AP », qui touche en particulier les zones d'incertitude climatique situées entre les pays où les précipitations sont suffisantes pour permettre une agriculture sèche et celles trop aride pour cela. Il s'agit en particulier des régions steppiques syriennes où sont situés les premiers Amorrites. Il faut sans doute ajouter aux facteurs déstabilisateurs les campagnes des rois d'Akkad dans la région, qui se soldent par la destruction des principales puissances syriennes (Mari, Nawar, peut-être Ebla). Quelles qu'en soient les causes, il est généralement admis que les groupes amorrites entament un important mouvement de migrations depuis leur région d'origine vers l'est, qui se traduit par leur expansion en Haute Mésopotamie, puis en Basse Mésopotamie durant les deux derniers siècles du IIIe millénaire av. J.-C..
Ce scénario a été critiqué, notamment parce qu'il repose sur une lecture ancienne et dépassée renvoyant aux « invasions » de « Barbares » ouest-sémitiques qui se retrouverait plus tard avec les Araméens et n'est pas étayé par un grand nombre d'éléments. P. Michalowski a en particulier remis en cause l'idée de migrations importantes de groupes nomades d'identité amorrite qui auraient contribué à modifier le paysage ethnique et politique de la Basse Mésopotamie durant la période d'Ur III. D. Charpin a objecté à cette critique que, en plus du fait qu'on retrouve des Amorrites en grand nombre dans des régions d'où ils ne sont manifestement pas originaires, les migrations amorrites semblent se retrouver dans le fait que ces migrants ont nommés des lieux de leur région d'implantation d'après ceux de leur région d'origine (comme l'ont fait les colons européens en Amérique) : on trouve ainsi un pays d'Apum autour de Damas et un autre en Syrie orientale, une Terqa sur le Moyen Euphrate et une autre dans la Diyala, un pays de Yamutbal au sud du Djebel Sinjar et en Basse Mésopotamie autour de Larsa. Cette « toponymie en miroir » serait la trace des déplacements des groupes amorrites. Il ne faut cependant plus envisager une vague d'« invasions » continues : comme vu plus haut on trouve des Amorrites en Basse Mésopotamie depuis plusieurs siècles, leur présence a pu augmenter à l'époque d'Akkad, même si elle semble manifestement se renforcer dans les décennies qui suivent sa chute,.

### Les Amorrites et les rois d'Ur (v. 2100-2000 av. J.-C.)
Au XXIe siècle av. J.-C., la Basse Mésopotamie est dominée par la troisième dynastie d'Ur (abrégé Ur III), qui a étendu sa domination plus au nord et à l'est, en particulier sur la partie orientale de la Mésopotamie septentrionale. Son administration a laissé de nombreux documents de gestion, dans lesquels apparaissent des personnes désignées comme des Martu, donc des Amorrites. On trouve les mentions d'environ 600 individus amorrites employés dans les cités de Basse Mésopotamie, dans environ 900 documents, ce qui est faible au regard de la documentation de la période. Seuls 40 % d'entre eux portent des noms en ouest-sémitique, donc probablement en langue amorrite, 20 % ont un nom akkadien et 15 % un nom sumérien, ce qui indique une forme d'assimilation à la société locale. Ils sont employés dans divers métiers, avec apparemment une prédilection pour la guerre. Une garde d'élite semble avoir été formée d'éléments amorrites. Certains amorrites tels que Naplanum, un chef tribal et général, ont même occupé des postes importants dans l'empire d'Ur III. Une partie des Amorrites qui ont migré en Mésopotamie sont manifestement restés aux marges de l'empire d'Ur III, sans doute en restant nomades. Ces groupes, notamment ceux appelés Tidnum, constituent une menace potentielle aux yeux des Mésopotamiens, ce qui explique les clichés négatifs sur les Amorrites dans la littérature en sumérien. Les Amorrites sont donc dans une position ambivalente, qui se retrouve à d'autres périodes de l'histoire, à la fois migrants, mercenaires, envahisseurs, nomades dont les raids touchent les sociétés sédentaires,. Les rois Shulgi et Shu-Sîn commémorent la construction d'ouvrages défensifs, le second parlant explicitement d'un « mur des Amorrites » qui sert à repousser les Tidnum, qui sert donc à repousser les incursions de la menace amorrite. Mais l'ampleur de ces constructions est discuté, il pourrait ne pas s'agir de grandes barrières, mais plutôt de dispositifs servant à contrôler plus facilement les intrusions des nomades amorrites et aussi à prélever du tribut sur ceux-ci, notamment les moutons qu'ils élèvent.

### La période des dynasties amorrites (v. 2000-1600 av. J.-C.)

Localisation des principales villes de la Mésopotamie paléo-babylonienne.

La période qui s'étend de 2000 à 1595 est marquée par la constitution de dynasties d'origine amorrite qui sont attestées sur un espace allant du Levant méridional (Hazor) jusqu'à la Basse Mésopotamie (Larsa, Uruk, Babylone, etc.), voire plus loin car on identifie des rois amorrites à Dilmun (Bahrein) et que les Hyksos implantés en Basse Égypte ont peut-être des origines amorrites. Plusieurs souverains revendiquent clairement leur appartenance amorrite. Mais le terme amurrû en lui-même semble moins utilisé qu'à la fin du IIIe millénaire av. J.-C., et ne sert plus de désignation générique pour qualifier des groupes pratiquant le nomadisme pastoral.
Du point de vue culturel, on parle aussi d'une « koinè amorrite », un ensemble d'éléments matériels et immatériels comprenant des pratiques funéraires, religieuses, politiques, sociales etc. répandues durant le Moyen-Orient de cette période, principalement reliées à l'élément amorrite (mais pas seulement) et facilitant les relations entre les différentes entités politiques de la période. Cette époque est d'ailleurs parfois qualifiée d'« amorrite » par les historiens, mais plus souvent comme la période paléo-babylonienne ou l'âge du bronze moyen,,.
Les dynasties amorrites se mettent en place sur les ruines de l'empire d'Ur, notamment dans les cités de Larsa et d'Uruk. Des lettres provenant d'Eshnunna dans la vallée de la Diyala montrent que la dynastie locale doit coexister avec des groupes amorrites, avec lesquels elle est parfois en guerre, mais on sait aussi qu'un de ses rois épouse la fille d'un chef amorrite. La Babylonie du nord voit l'implantation de dynasties amorrites à partir des environs de 1900, notamment à Babylone vers 1880. La vie des dynasties amorrites est surtout documentées par les archives royales de Mari, qui couvrent la période allant d'environ 1810 à 1760, et sont complétées par des documents provenant d'autres sites de la même période (Tell Leilan, Tell Rimah, Tell Ashara, etc.). Elles permettent notamment de connaître la situation politique de la Syrie, région d'origine des Amorrites : elle est dominée par les royaumes du Yamhad (Alep) et de Qatna, tandis que Mari est la puissance principale de la partie orientale de la Haute Mésopotamie. Un royaume puissant est constitué dans ces mêmes années par Samsi-Addu (ou Shamshi-Adad, 1815-1775), qui place la Haute Mésopotamie sous sa coupe pendant quelques années, mais ses fils ne parviennent pas à préserver son héritage. La situation politique est alors plutôt équilibrée, comme le dit cette lettre mise au jour à Mari :

« Au sujet de ce que mon seigneur a écrit aux rois en ces termes : « Rendez-vous au sacrifice d'Ishtar », j'ai rassemblé les rois à Sharmaneh et je les ai saisis de l'affaire en leur disant ceci : « Il n'y a pas un roi, qui, à lui tout seul, soit (réellement) puissant! 10 (ou) 15 rois suivent Hammurabi, le roi de Babylone, autant Rim-Sin, le roi de Larsa, autant Ibal-pi-El, le roi d'Eshnunna, autant Amud-pi-El, le roi de Qatna ; 20 rois suivent Yarim-Lim, le roi de Yamhad. »

— Lettre de Mari,,.
Hammurabi de Babylone (1792-1750) bouscule cet ordre en parvenant à vaincre plusieurs des grands royaumes amorrites (Larsa, Eshnunna, Mari) pour dominer toute la Mésopotamie. Il se proclame alors « Roi de tous les pays amorrites ». La Syrie reste hors de son contrôle, le Yamhad étant alors apparemment en position dominante.
Par les sources de cette époque, l'impression d'une Mésopotamie « amorritisée » ressort, certes à divers degrés selon les régions :
- en Syrie et en Haute Mésopotamie les éléments les plus « amorrites » sont les groupes nomades parlant quasi-exclusivement l'amorrite, qui se désignent comme des « Bédouins » (Hanu) mais sont perçus comme des « Amorrites » par les autres (ce qui renvoie en bonne partie à leur nomadisme)[34] ;
- la présence amorrite en Haute Mésopotamie s'est fortement renforcée depuis la période antérieure, y compris dans sa population sédentaire, même s'il reste des poches de langues est-sémitiques (à Assur, aussi autour de Mari) et que la situation linguistique y reste diverse (avec notamment une présence hourrite croissante, surtout sur la frange nord)[35] ;
- en Basse Mésopotamie, à la suite des migrations on trouve des Amorrites sédentarisés qui bien souvent ne parlent plus l'amorrite (mais il y a sans doute des individus bilingues) mais plutôt l'akkadien, mais ont au moins préservé leur identité par le biais de leurs noms voire un souvenir de leur origine qui fait que pendant longtemps se retrouve dans cette région une dualité entre Akkadiens et Amorrites ; cela est aussi illustré par le cas de Yasmah-Addu, roi de Mari issu d'une lignée amorrite implantée depuis longtemps en Mésopotamie centrale et fortement « akkadisée », qui porte un nom amorrite mais ne parle pas l'amorrite, et est considéré dans son royaume comme un « Akkadien » donc un étranger[36],[35].

La proportion d'Amorrites vivant dans ces régions est impossible à estimer avec précision : diverses populations sont entremêlées et les noms de personnes, généralement employés à cette fin, ne sont pas une donnée précise. On trouve autour de 40 % de noms amorrites (ou du moins ouest-sémitiques) dans les textes de Mari, 34 % dans les lettres d'Eshnunna, 10 à 25 % dans deux corpus de textes de Tell Rimah, autour de 10 % dans les lettres de Babylonie. Cela indique au moins que plus on va vers l'ouest plus la présence amorrite est forte. Il est également probable qu'on trouve une plus forte proportion d'Amorrites dans les zones rurales, alors que les sources écrites proviennent de milieux urbains.
Le terme Amurrum a encore une signification géographique à cette période, puisqu'il sert dans une lettre de Mari à désigner des rois d'une région du Levant située au sud de Qatna et au nord de Hazor, donc à proximité de l'ancien pays des Martu et du royaume d'Amurru du Bronze récent.
La situation au Levant méridional (Canaan) à cette période est mal connue faute de sources. On sait par les archives de Mari qu'une dynastie amorrite dirigeait Hazor, et les textes d'exécration du Moyen Empire égyptien donnent les noms de plusieurs souverains de cette région qui semblent bien être amorrites.

### Postérité
Il est difficile de dater la disparition des Amorrites. Un édit du roi Ammi-saduqa de Babylone (1647-1625) oppose parmi ses sujets les Akkadiens et les Amorrites, ce qui indique que la distinction est encore jugée pertinente. Peu après l'ordre politique amorrite s'effondre, avec la chute d'Alep et du royaume de Yamhad vers 1600 puis celle de Babylone vers 1595, les deux à la suite d'une attaque des Hittites, venus d'Anatolie. Progressivement, l'identité amorrite a disparu, même si nombre de ses éléments sont préservés, sans qu'on fasse explicitement référence à leur origine amorrite.
L'âge du bronze moyen (v. 1600-1200 av. J.-C.) est dominé par des nouvelles dynasties aux origines non sémitiques (Kassites à Babylone, Hourrites au Mittani, Hittites et Égyptiens), exerçant leur suzeraineté sur les anciennes régions dominées par les dynasties amorrites, et peuplées des descendants des Amorrites. 
Au XIVe siècle av. J.-C. se forme un royaume appelé Amurru, d'après la région où il se forme, dans le Djebel Ansariyé (de nos jours entre la Syrie et le Liban), donc à proximité du foyer supposé d'émergence des Amorrites un millénaire plus tôt. Plusieurs de ses rois portent des noms ouest-sémitiques (les autres ont des noms hourrites), donc reliés à l'amorrite. Ce royaume existe au moins jusqu'au XIe siècle av. J.-C..
Il est possible qu'il y ait une connexion entre les Amorrites et les Araméens, population semi-nomade de langue nord-ouest-sémitique qui émerge à partir du XIIe siècle av. J.-C. dans les zones des steppes syriennes et constitue des entités politiques, principalement en Syrie et en Haute Mésopotamie. Ces points communs et d'autre, notamment autour de coutumes tribales et nomades, font que les deux populations sont souvent comparées. Cela s'explique par le fait qu'elles partagent un fonds commun culturel, linguistique et religieux lié aux populations nord-ouest sémitiques de Levant. Ce substrat explique aussi les divers points communs identifiés entre les coutumes amorrites et celles de l'Israël antique (les « Hébreux »).
Au Ier millénaire av. J.-C., le terme Amurru n'apparaît plus dans les textes cunéiformes qu'en tant que désignation de l'ouest en tant que point cardinal.

## Langue et écriture
La langue amorrite est une langue sémitique, qui est généralement rangées dans la catégorie des langues sémitiques du Nord-Ouest (mais parfois dans le groupe oriental). Les textes documentant les Amorrites étant écrits en akkadien (aussi en sumérien), le nombre de mots connus est limité, d'autant plus que les scribes des régions où l'amorrite était très répandu, comme Mari, ont apparemment eu tendance à réduire au maximum l'emploi des termes amorrites. 
Cela ne doit pourtant pas masquer le fait que la langue est couramment parlée au sein des élites, qui sont souvent bilingues akkadien-amorrite, et surtout des groupes nomades qui semblent souvent ne parler que cette langue, ce qui nécessite la présence de traducteurs lorsqu'ils communiquent avec d'autres populations. Quelques termes en amorrite liés à l'élevage pastoral et aux relations tribales, deux des aspects caractéristiques des groupes amorrites, apparaissent néanmoins non traduits dans certains textes. Mais l'essentiel des connaissances sur la langue provient des noms propres en amorrite, qui permettent d'identifier des noms et des verbes, par exemple Yattin-Dagan qui signifie « le dieu Dagan a donné ». 
Dans l'ensemble, la connaissance de cette langue est longtemps restée limitée. La publication en 2022 de deux tablettes de vocabulaire bilingue akkadien-amorrite a néanmoins étendu les connaissances sur cette langue.

## Particularités sociales et culturelles
Les Amorrites sont intégrés dans les sociétés de leur temps, partageant des traditions culturelles qui ne suivent pas les lignes de partage ethniques et linguistiques et sont grandement marquées par l'influence de la civilisation mésopotamienne. Les spécificités de leur société et leur culture ressortent principalement des archives de Mari (Syrie), datées des années 1810-1760 av. J.-C., donc chronologiquement en plein cœur de la période des dynasties amorrites, et géographiquement dans la partie du Moyen-Orient où les Amorrites sont les plus nombreux et constituent des groupes cohérents, en Haute Mésopotamie et Syrie intérieure. 

### Organisation et coutumes tribales
Les Amorrites fonctionnaient à la base selon un système tribal. Celui-ci perdure même après l'établissement des royautés amorrites, fortement marquées par la tradition mésopotamienne.
Dans le royaume de Mari la grande division se fait entre les « Fils de la gauche », Bensim'alites (groupe auquel appartient Zimri-Lim de Mari), et les « Fils de la droite », Benjaminites (groupe auxquels appartiennent Samsi-Addu d'Ekallatum et Hammurabi de Babylone, qui considèrent avoir des ancêtres communs) ; l’opposition gauche/droite renvoyant en fait à l'opposition Sud/Nord, peut-être en raison de leurs régions d'origine. Ces tribus sont elles-mêmes subdivisées en groupes plus importants : les Yabasu et les Asharugayu pour les Bensimalites ; les Ubrabu, les Yahruru, les Amnanu, les Rahbu et les Yarihu pour les Benjaminites. Ces groupes sont eux-mêmes subdivisés en clans (gayum) et placés sous l'autorité des « chefs de pâtures » (merhum). Les tribus Benjaminites sont également implantées en Mésopotamie méridionale : les rois amorrites d'Uruk se disent « rois d'Amnanum » ; on connaît deux villes appelées Sippar surnommées d'après deux de ces tribus : « Sippar des Amnanu » et « Sippar des Yahruru ». Mais ces groupes y sont désignés comme des « Amorrites ». D'autres tribus amorrites moins puissantes à l'époque des archives de Mari sont Numha et Yamutbal, implantées au sud du Sinjar, et aussi autour de Larsa pour la seconde,.
Les rois amorrites avaient une conscience de leur appartenance à un même ensemble, et certaines familles royales, originaires d'une même tribu, conservaient des liens particuliers. Ils avaient une même conception de la royauté, et des relations internationales, qui sont alors très intenses du fait de la fragmentation de l'espace proche-oriental autour de royaumes de puissance équivalente. Cela a sans doute facilité la mise en place d'un système diplomatique organisé autour des références et de pratiques partagées par des rois majoritairement d'origine amorrite, qui se percevaient de manière métaphorique comme une grande famille, et renvoyant sans doute pour partie à des coutumes ancestrales tribales. Cela se retrouve en particulier dans les rituels commémorant les serments d'alliance tels que le « toucher de gorge » et le sacrifice d'ânon, où le sang joue de l'animal joue un rôle symbolique essentiel en faisant des contractants des frères de sang,.
On repère plus largement dans les archives de Mari les traits d'une culture tribale, marquée non seulement par les relations nomades-sédentaires mais aussi par des pratiques politiques spécifiques, concernant en particulier les alliances et les intégrations de nouveaux membres au groupe (des « palabres »), les réunions de chefs coutumiers et l'usage courant de la discussion, et aussi la mise en avant des principes d'honneur et de vengeance (un « prix du sang »).

### Nomadisme
Les Amorrites sont souvent associés au mode de vie nomade. Le terme Amurru-Martu pourrait d'ailleurs plus largement servir à désigner dans certains textes mésopotamiens des personnes pratiquant un mode de vie nomade, indépendamment de leur langage, car le nomadisme est associé aux yeux des gens de Mésopotamie aux personnes parlant l'amorrite et originaires de l'Ouest. 
Dans la littérature en sumérien, cela s'accompagne d'une image négative, caractéristique de l'opposition entre nomades et sédentaires, ces derniers produisant des textes dans lesquels ils dénigrent le mode de vie des premiers, jugé fruste et non civilisé, et les perçoivent comme des groupes indisciplinés et une menace potentielle. Cela se retrouve en particulier dans le mythe du Mariage de Martu, mettant en scène le dieu Amurru(m)/Martu, personnification des Amorrites et archétype du nomade « barbare » aux yeux des Mésopotamiens urbains,.
Leur raison est confuse, ils ne causent que des troubles, 

Un peuple vêtu d’un sac en cuir, qui […]

Qui vit sous une tente, [frappé] par le vent et la pluie, [qui ne fait

pas] de prière,

Qui habite les montagnes, [qui ne connaît pas] les places [des dieux],

Un peuple qui déterre des truffes au pied des montagnes, qui ne sait

pas plier le genou,

Qui mange de la viande crue,

Qui de son vivant n’a pas de maison

Et à sa mort ne sera pas enterré.
— Clichés littéraires sur les Amorrites.
Dans les archives de Mari les personnes et groupes parlant exclusivement amorrite sont des nomades. Mais dans ces mêmes sources il n'y a pas de stricte coïncidence entre le mode de vie nomade et les Amorrites. Une partie des groupes tribaux amorrites sont bien composés de personnes pratiquant un nomadisme pastoral, parcourant la steppe (nawum) et pratiquant la transhumance. Mais d'autres sont établis dans des villages et villages où ils pratiquent l'agriculture et d'autres activités sédentaires. Ces deux éléments sont donc complémentaires, ils vivent en symbiose, formant une société désignée comme « semi-nomade » ou « dimorphique »,. Au sein d'un même clan, on distinguait donc entre ceux qui vivaient dans des villes/villages (wāšibūt ālim) et ceux qui se déplaçaient dans la steppe (ḫiprum ša nawim). Les nomades sont plus généralement désignés par le terme hana/hanû, qui peut être traduit par « ceux qui vivent sous la tente », ou encore « Bédouin »,. Ces sources indiquent que les nomades avaient une mentalité spécifique, éprouvant de la fierté dans leur mode de vie rugueux et les valeurs du nomadisme, qui s'oppose donc à la vision urbaine ressortant des sources sumériennes évoquées plus haut,.

« Avant mon départ, j’ai parlé en ces termes : « Tu dois venir avec moi ! Zimri-Lim a décidé de faire route » et, toi, tu envisages de manger, de boire et de dormir mais pas d’aller avec moi. Rester inactif et couché ne te fait pas rougir. Moi, je te jure que je ne suis jamais resté toute une journée sans bouger à la maison ! Jusqu’à ce que je sorte à l’extérieur pour m’aérer, j’ai un sentiment d’étouffement. Tu places ta confiance là où il ne faut pas, disant : « J’ai donné de l’argent à mon clan. » Qu’est-ce que cet argent à toi que tu as donné ? Cet argent à toi que tu as donné, moi, je sais tout ce qu’il en est. Hier, ton clan au complet s’est réuni au Camp ; celui qui t’aime disait : « Écris-lui de venir ! » et celui qui ne t’aime pas : «  Ce n’est pas la peine qu’il vienne ! » Or si je n’étais pas venu en personne, (amis et ennemis) ne formeraient-ils pas qu’un ? Dis-moi pourquoi j’aurais besoin de te calomnier ? Peut-être que jamais vent chaud ou froid n’a fouetté ton visage ! Tu es indigne de ta race ! Là précisément où père et mère ont contemplé tes traits après que tu es tombé du sexe de ta mère, tu ne fréquentes que sexe de femme. Tu n’as pas la moindre (autre) expérience. Au contraire, regarde-moi : jusqu’à présent, j’ai failli périr et me suis sauvé de la mort. Au milieu de la ville d’Ahuna, à dix reprises, j’ai réussi à me sortir d’une émeute. »

— Lettre d'un roi benjaminite vantant les valeurs bédouines.

### Religion
Les Amorrites vouent un culte aux principales divinités des régions de Mésopotamie et de Syrie où ils vivent, principalement dans leurs temples, qui sont aussi bien fréquentés par les sédentaires que par les nomades. Il s'agit par exemple, à l'époque des archives de Mari, des dieux Addu d'Alep, Dagan de Terqa, Sîn de Harran et Ishtar de Der. Un des vocabulaires amorrite-akkadien donne des noms de divinités amorrites, souvent les principales figures des panthéons syriens, avec leurs équivalents mésopotamiens : en tête de liste figurent Dagan (assimilé à Enlil), Asheratum (qui a pour équivalent Belet-ili, la « Dame des dieux »), Yarah (la Lune, assimilé à Sîn), Rashap (Nergal), Anat (Ishtar) et Kamish (Ea).
Un dieu nommé Amurru (dieu) (Martu en sumérien) a bénéficié d'un culte en Basse Mésopotamie à cette même période. Il a manifestement été créé à la fin du IIIe millénaire av. J.-C. afin de personnifier les populations amorrites aux yeux des gens de Mésopotamie. Ce n'est donc pas un dieu des Amorrites. Le mythe sumérien du Mariage de Martu a pour fonction de narrer l'intégration des nomades amorrites dans la société urbaine mésopotamienne,.
Une des particularités des culte de la Syrie amorrite est le fait que les dieux y sont représentés non seulement sous la forme de statues, mais aussi sous celle de pierres, des bétyles, qui pourraient renvoyer plus spécifiquement aux traditions bédouines. Peut-être faut-il y voir une origine de la non-représentation de la divinité sous forme humaine qui se trouve plus tard dans l'Israël antique,.
Un autre élément caractéristique de la religiosité amorrite est le rôle majeur du prophétisme : certains dieux transmettent leur message soit par le biais d'un prophète (apilum) ou extatique (muhhum), en général adressé au roi,.
En fin les pratiques funéraires semblent également présenter des spécificités chez les nomades amorrites, qui se distinguent de celles des sédentaires qui enterrent leurs morts sous leurs résidences. Il est possible que les sépultures circulaires repérées par l'archéologie pour ces périodes soient associées aux Amorrites.

### Arts
Il est difficile d'isoler des arts spécifiquement « amorrites ». Les traditions artistiques et architecturales des pays où se trouvent les Amorrites (comme celles visibles dans le palais royal de Mari) sont fortement imprégnées de l'héritage des périodes antérieures et ne sont pas des créations des Amorrites. On trouve la mention de « musiciennes amorrites » à la cour de Mari, originaires de la cité de Hazor, mais on ne sait pas si cela renvoie à une tradition musicale spécifiquement amorrite ou bien simplement au fait qu'elles chantent en langue amorrite.

## Les Amorrites de la Bible
Dans la Bible, les Amorrites (ʾĔmōrî) sont des descendants de Canaan qui habiteraient dans la montagne, comme les Jébuséens.
À l'époque d'Abraham, le roi Kedorlaomer mène une expédition punitive, au cours de laquelle il bat des Amorrites dans les environs de En-Gedi. Dans cette histoire, les Amorrites sont un des nombreux peuples présents entre le Nil et l'Euphrate.
À l'époque du retour de l'Exode, les Amorrites sont décrits comme un des nombreux peuples présents en Canaan, et les Israélites affrontent, en sortant d'Égypte, deux rois amorrites, derniers des Rephaims : Sihon et Og, ce dernier aurait été un géant.
Lors de sa conquête, Josué fait face à une coalition d'Amorrites, vivant dans les montagnes de Canaan, les rois « Adoni-Tsédek de Jérusalem, Hoham roi d'Hébron, Piram roi de Jarmuth, Japhia roi de Lakish et Débir roi d'Églon ». Le terme Amorrite semble désigner une partie des Cananéens. Les habitants de Gibéon sont aussi des Amorrites, qui font alliance avec les Israélites.

### Articles de synthèse
- (en) Robert M. Whiting, « Amorrite Tribes and Nations of Second Millennium Western Asia », dans Jack M. Sasson (dir.), Civilizations of the Ancient Near East, New York, Scribner, 1995, p. 1231-1242
- (en) Giorgio Buccellati, « Amorites », dans Eric M. Meyers (dir.), Oxford Encyclopaedia of Archaeology in the Ancient Near East, vol. 4, Oxford et New York, Oxford University Press, 1997, p. 107-111
- Nele Ziegler, « Amorrite », dans Francis Joannès (dir.), Dictionnaire de la civilisation mésopotamienne, Paris, Robert Laffont, 2001, p. 40-42
- (en) Dominique Charpin, « Amorites », dans Encyclopedia of the Bible and Its Reception, vol. 1, Berlin et Boston, Walter de Gruyter, 2009, col. 1019-2026
- (en) Hervé Reculeau, « Amorites », dans Roger S. Bagnall, Kai Brodersen, Craige B. Champion, Andrew Erskine, et Sabine R. Huebner (éditeurs), The Encyclopedia of Ancient History, Blackwell, 2013, 2 p. (lire en ligne)

### Études spécialisées
- Dominique Charpin, « Histoire politique du Proche-Orient amorrite (2002-1595) », dans Dominique Charpin, Dietz-Otto Edzard et Marten Stol, Mesopotamien : die altbabylonische Zeit, Fribourg et Göttingen, Academic Press Fribourg ou Vandenhoeck & Ruprecht, 2004 (lire en ligne), p. 25-480.
- (en) Walther Sallaberger, « From Urban Culture to Nomadism : A History of Upper Mesopotamia in the Late Third Millennium », dans Catherine Kuzucuoğlu et Catherine Marro (dir.), Sociétés humaines et changement climatique à la fin du troisième millénaire: une crise a-t-elle eu lieu en Haute Mésopotamie? Actes du Colloque de Lyon (5-8 décembre 2005), coll. « Varia Anatolica » (no 19), 2007 (lire en ligne), p. 417-456
- « Tell Hariri / Mari », dans Jacques Briend et Claude Tassin (dir.), Supplément au Dictionnaire de la Bible, vol. 14, Letouzey & Ané, 2008, 463 p. (ISBN 2706302526, lire en ligne), col. 213-456
- Dominique Charpin, « Le « mur des Amorrites » à Sumer à la fin du IIIe millénaire av. J.-C. : le premier exemple de mur anti-migrants ? », dans Patrick Boucheron (dir.), Migrations, réfugiés, exil, Paris, Odile Jacob, coll. « Travaux du Collège de France », 2017 (DOI 10.3917/oj.bouch.2017.01.0061, lire en ligne), p. 61-81
- (en) Aaron A. Burke, The Amorites and the Bronze Age Near East : The Making of a Regional Identity, New York, Cambridge University Press, 2021
- (en) Ilya Arkhipov, « The Middle East after the Fall of Ur: From Assur to the Levant », dans Karen Radner, Nadine Moeller et Daniel T. Potts (dir.), The Oxford History of the Ancient Near East, Volume 2: From the End of the Third Millennium BC to the Fall of Babylon, New York, Oxford University Press, 2022, 976 p. (ISBN 0190687576), p. 310-407
- (en) Nathan Wasserman et Yigal Bloch, The Amorites : A Political History of Mesopotamia in the Early Second Millennium  BCE, Leyde et Boston, Brill, 2023